# Świat Wayne’a
Świat Wayne’a (ang. Wayne's World) – amerykańska komedia z 1992 roku, z Mikiem Myersem i Daną Carveyem w rolach głównych.

## Opis fabuły
Wayne wraz ze swym przyjacielem Garthem prowadzą program „Świat Wayne’a” w lokalnej telewizji kablowej w Aurorze – przedmieściu Chicago. Oprócz tego prowadzą życie typowe dla nastolatków z subkultury fanów muzyki heavymetalowej, m.in. chodzą na koncerty. Na jednym z nich Wayne poznaje piosenkarkę o pseudonimie Cassandra i zakochuje się w niej. W międzyczasie programem lokalnej kablówki zainteresował się Benjamin – poważany producent telewizyjny, uznając że program ten nadaje się do reklamowania sieci salonów gier komputerowych. Wykupuje więc prawa do programu. Przy okazji poznaje też Cassandrę, stając się rywalem Wayne’a w ubieganiu się o jej względy. Program w nowej formule nie spodobał się Wayne'owi, który publicznie ośmieszył w nim nowego sponsora. Wayne zostaje wyrzucony z programu, po czym w zdenerwowaniu kłóci się zarówno z Garthem jak i z Cassandrą. Z Garthem i pozostałymi przyjaciółmi szybko dochodzi jednak do porozumienia. Pomagają mu oni zainteresować Cassandrą i jej zespołem bardzo znanego wydawcę muzycznego, który ma przebić ofertę Benjamina.
W 1993 film doczekał się sequela, Świat Wayne’a 2.

## Obsada
- Mike Myers jako Wayne Campbell
- Dana Carvey jako Garth Algar
- Tia Carrere jako Cassandra Wong
- Rob Lowe jako Benjamin Olivier
- Lara Flynn Boyle jako Stacy, była dziewczyna Wayne’a
- Michael DeLuise jako Alan
- Lee Tergesen jako Terry
- Sean Gregory Sullivan jako Phil
- Brian Doyle-Murray jako Noah Vanderhoff
- Colleen Camp jako Pani Vanderhoff
- Kurt Fuller jako Russell Finley
- Chris Farley jako Strażnik
- Frank DiLeo jako Frankie 'Mr. Big' Sharp
- Ed O’Neill jako Glen
- Mike Hagerty jako Davy
- Frederick Coffin jako Oficer Koharski
- Donna Dixon jako dziewczyna ze snów Gartha
- Ione Skye jako Elyse
- Robin Ruzan jako kelnerka
- Charles Noland jako Ron Paxton
- Robert Patrick jako zły policjant (parodia T-1000)
- Alice Cooper jako on sam
- Pete Friesen jako on sam
- Derek Sherinian jako on sam
- Jimmy DeGrasso jako on sam